# Бифуркация рек

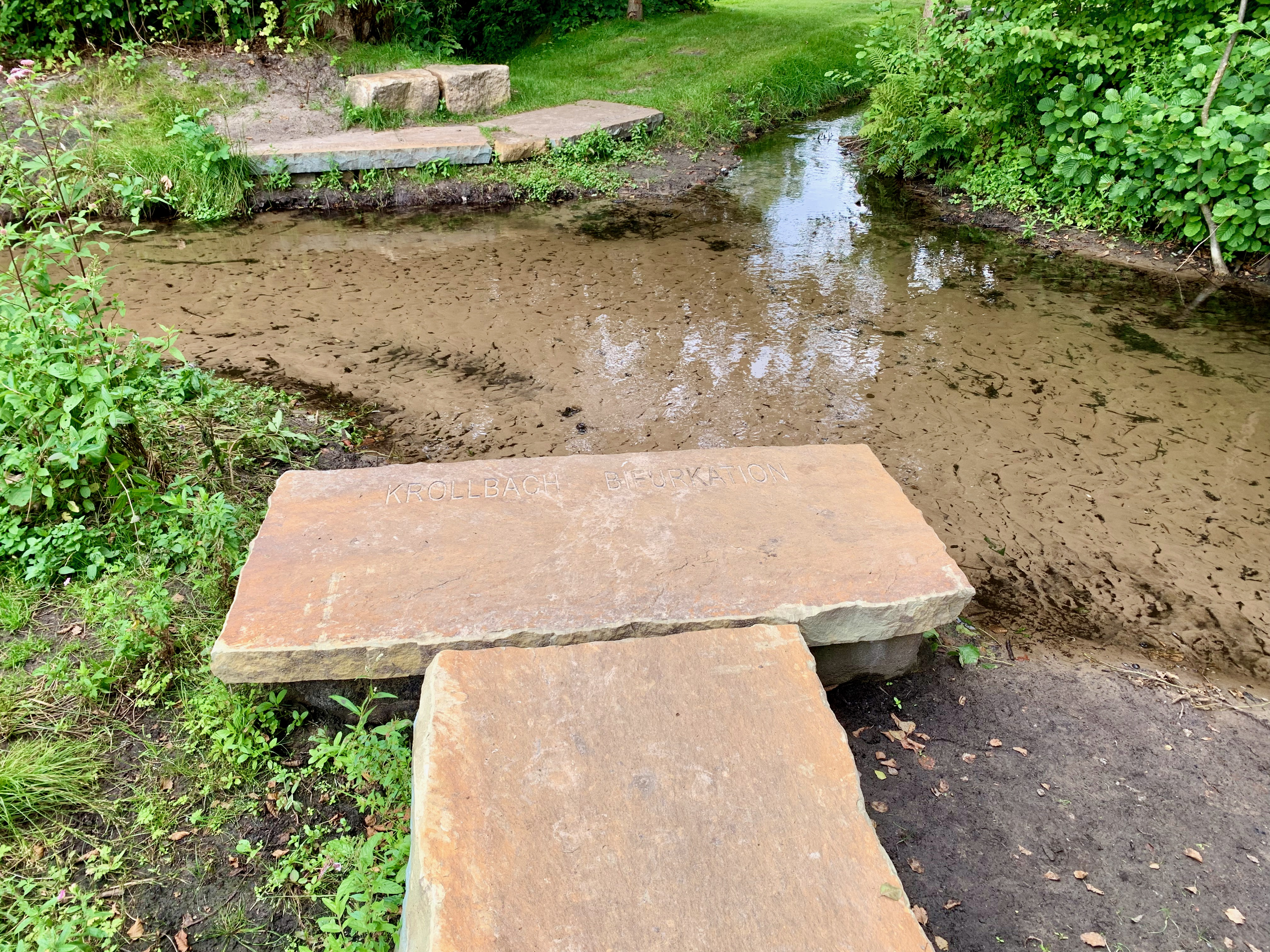

Бифурка́ция рек (от лат. bifurcus — «раздвоенный») — разделение русла реки и речной долины на две ветви, которые в дальнейшем не соединяются, образуют самостоятельные потоки и впадают в разные водоёмы или речные системы.
Классическим примером бифуркации считается река Ориноко, от которой отделяется Касикьяре, впадающая в реку Риу-Негру бассейна Амазонки, тогда как Ориноко несет свои воды в Атлантический океан.
Бифуркация рек в основном возникает на плоских низких водоразделах.
Во время половодий или паводков на многих реках возникает сезонная бифуркация, исчезающая после падения уровня воды. Также следует отличать бифуркацию рек от пересыхающих рек с непостоянным руслом.
В России бифуркация наблюдается на реках Нарва и Луга, в виде соединяющей их реки Россонь, которая периодически меняет свое направление, создавая бифуркацию то для первой из этих рек (превращаясь в приток для второй), то наоборот. В прошлом бифуркация также наблюдалась на реках Большой Егорлык и Калаус, которая разветвлялась, достигая тальвега Кумо-Манычской впадины. Русло, идущее от этой точки (45°43′ с. ш. 44°06′ в. д.) на север и далее на запад, к озеру Маныч-Гудило, становилось началом Западного Маныча; русло, идущее на юг и далее на восток, становилось началом Восточного Маныча. Впоследствии в этом месте была построена Калаусская плотина, препятствующая стоку воды Калауса в Восточный Маныч; таким образом, Калаус стал истоком (или притоком) лишь Западного Маныча.
На Дальнем Востоке России бифуркация наблюдается на реке Делькю, от которой примерно в 177 км от истока отходят несколько протоков, собирающихся в реку Делькю-Куйдусунскую длиной 57 км (приток реки Куйдусун, бассейн Индигирки), которая впадает в Северный Ледовитый океан. Ниже зоны бифуркации до впадения в Охоту река носит название Делькю-Охотская; она несёт свои воды в Тихий океан.
Другая водная артерия, несущая воды в два океана — ручей Дивайд-Крик в Канаде, который разделяется на две ветви, одна из них течёт на восток, в конечном итоге впадая в Гудзонов залив Северного Ледовитого океана через реку Боу, а вторая — на запад, впадая в Тихий океан через реку Кикинг-Хорс. На том же водоразделе в американском штате Вайоминг находится ручей Норт-Ту-Оушен-Крик, который разделяется на Атлантик-Крик бассейна Миссисипи (Атлантический океан) и Пасифик-Крик бассейна Колумбии (Тихий океан).